# Wohn- und Wirtschaftsgebäude Unter den Eichen 1

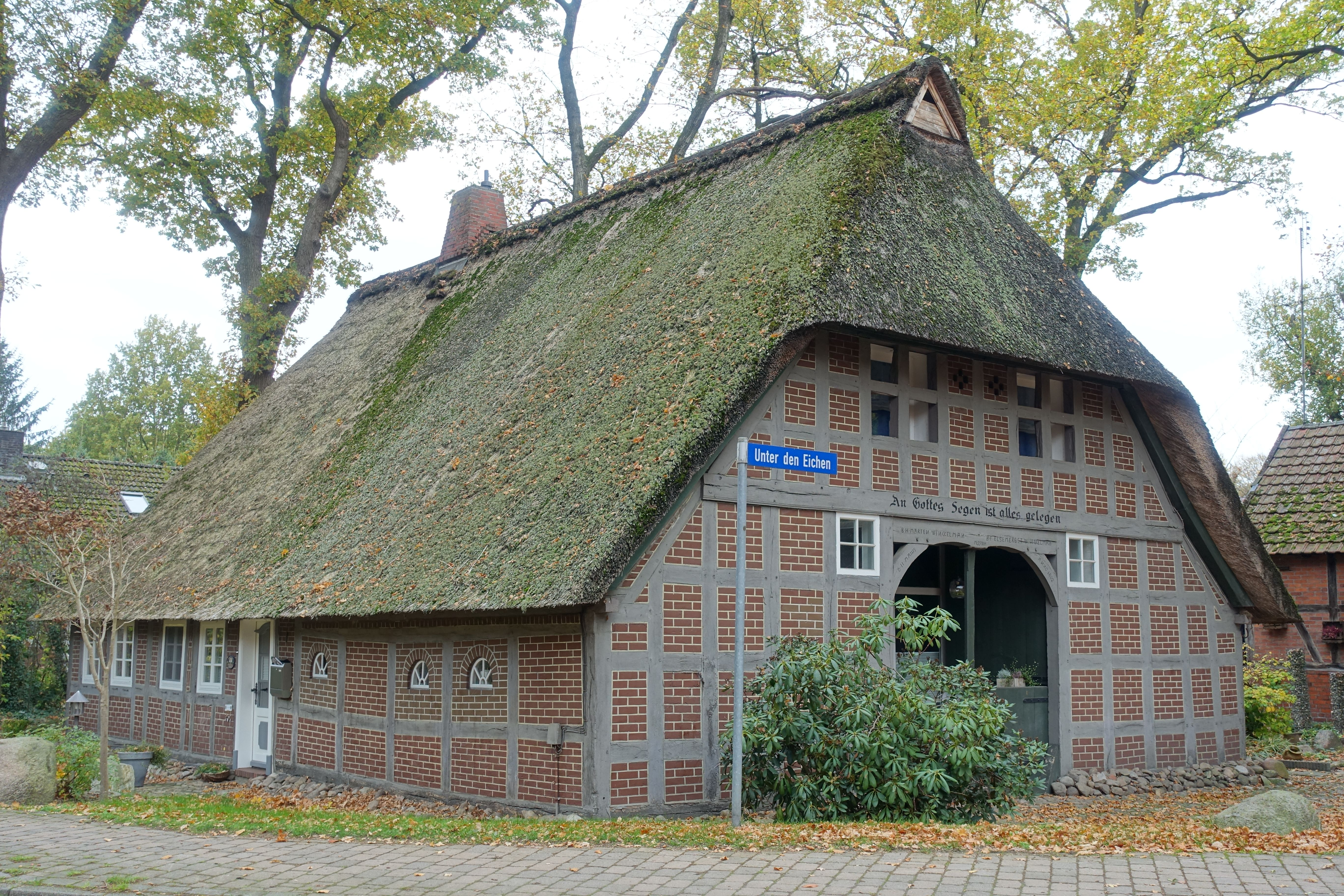
Ostgiebel (2022)

Das Wohn- und Wirtschaftsgebäude Unter den Eichen 1, Ecke Brunnenstraße, in der niedersächsischen Gemeinde Selsingen, Ortsteil Haaßel, wurde zum Anfang des 19. Jahrhunderts gebaut. Aktuell (2025) wird es zum Wohnen und gewerblich genutzt.
Das Gebäude steht unter Denkmalschutz (siehe auch Liste der Baudenkmale in Selsingen).

## Geschichte und Beschreibung
Das bis 1974 selbstständige Dorf Haaßel (Hasle = Haselhain) hatte 1500 fünf Höfe und gehört zur heutigen Samtgemeinde Selsingen im Landkreis Rotenburg (Wümme).
Das eingeschossige giebelständige Wohn- und Wirtschaftsgebäude als Zweiständer-Hallenhaus, in Fachwerk mit Steinausfachungen, reetgedecktem Krüppelwalmdach, Niedersachsengiebel mit Uhlenloch und der später verglasten Grooten Door mit Korbbogen, wurde 1802 für Marten und Elsemerget Winckelman (Inschrift) gebaut.
Das Landesdenkmalamt befand u. a.: „… ein regionstypisches Hallenhaus der ersten Hälfte des 19. Jahrhunderts in Zweiständerkonstruktion ….“